# Латгальская Википедия
Латга́льская Википе́дия (латг. Latgaļu Vikipedeja) — раздел Википедии на латгальском языке. Создан 18 марта 2011 года, хотя до этого более пяти лет находился в Викиинкубаторе. По состоянию на 16 июля 2025 года латгальская Википедия содержит 1093 статьи.

## История
Первое упоминание о латгальской Википедии в Викиинкубаторе, сделанное анонимным пользователем, датируется 2 декабрём 2005 года. 28 октября 2006 года в Мета-вики был создан первый запрос на создание латгальской Википедии, но он был отклонён 9 февраля 2007 года, из-за создания правил подачи заявок на новые языковые разделы.
После отклонения первого запроса, 12 февраля 2007 года была подана повторная заявка, но и та была отклонена 28 октября того же года, из-за отсутствия у латгальского языка кода ISO 639.
В 2009 году в SIL была подана заявка на присвоение языкового кода латгальскому языку, и 18 января 2010 года такой код был присвоен. Позже, 26 января 2010 года, была подана третья заявка на создание латгальской Википедии. Данная заявка была одобрена только через год, 13 февраля 2011 года, и в этот же день в систему багтрекинга Викимедии был отправлен запрос на создание сайта латгальской Википедии.
Домашняя страница латгальской Википедии была создана 18 марта 2011 года. На следующий день, 19 марта 2011 года, всё содержание тестового раздела Викиинкубатора было импортировано в латгальскую Википедию.
Ровно через два месяца после открытия, 18 мая 2011 года, латгальская Википедия преодолела рубеж в 500 статей.
24 августа 2020 года в латгальской Википедии была написана 1000-я статья.